# Maadi Gobrait
Maadi Gobrait, née le 7 août 1904 à Papeete (Tahiti) et décédée le 9 septembre 1980 à Paris 5e, est une infirmière et résistante française.

## Biographie
Maadi Gobrait étudie en Nouvelle-Zélande, avant de revenir à Tahiti. C'est là qu'elle entend l'appel du 18 juin 1940 et, refusant l'armistice, devient une des premières personnes à s'engager dans les Forces Françaises Libres. Incorporée au corps de santé, elle fait campagne en Afrique du Nord, en Italie et en France. Elle termine la guerre au grade de sous-lieutenant, décorée de la Croix de Guerre. 
À son retour en Polynésie, elle devient infirmière major à l'hôpital de Papeete. Amie très proche du couple de Gaulle, elle suggéra au général son voyage dans le Pacifique en 1956, voyage durant lequel il fut accueilli par Walter Grand, lui-même vétéran du Bataillon du Pacifique devenu président de l'Assemblée Territoriale.
À la fin de sa vie, sa santé déclinant, elle est hospitalisée au Val-de-Grâce où elle décède le 9 septembre 1980, dans le même lit qu'Yvonne de Gaulle (disparue un an plus tôt), selon ses vœux. Elle est inhumée au cimetière de Bagneux, dans la 40e division (un carré militaire dédié aux morts et aux vétérans des deux guerres mondiales).
Elle demeure encore de nos jours une figure respectée en Polynésie française.

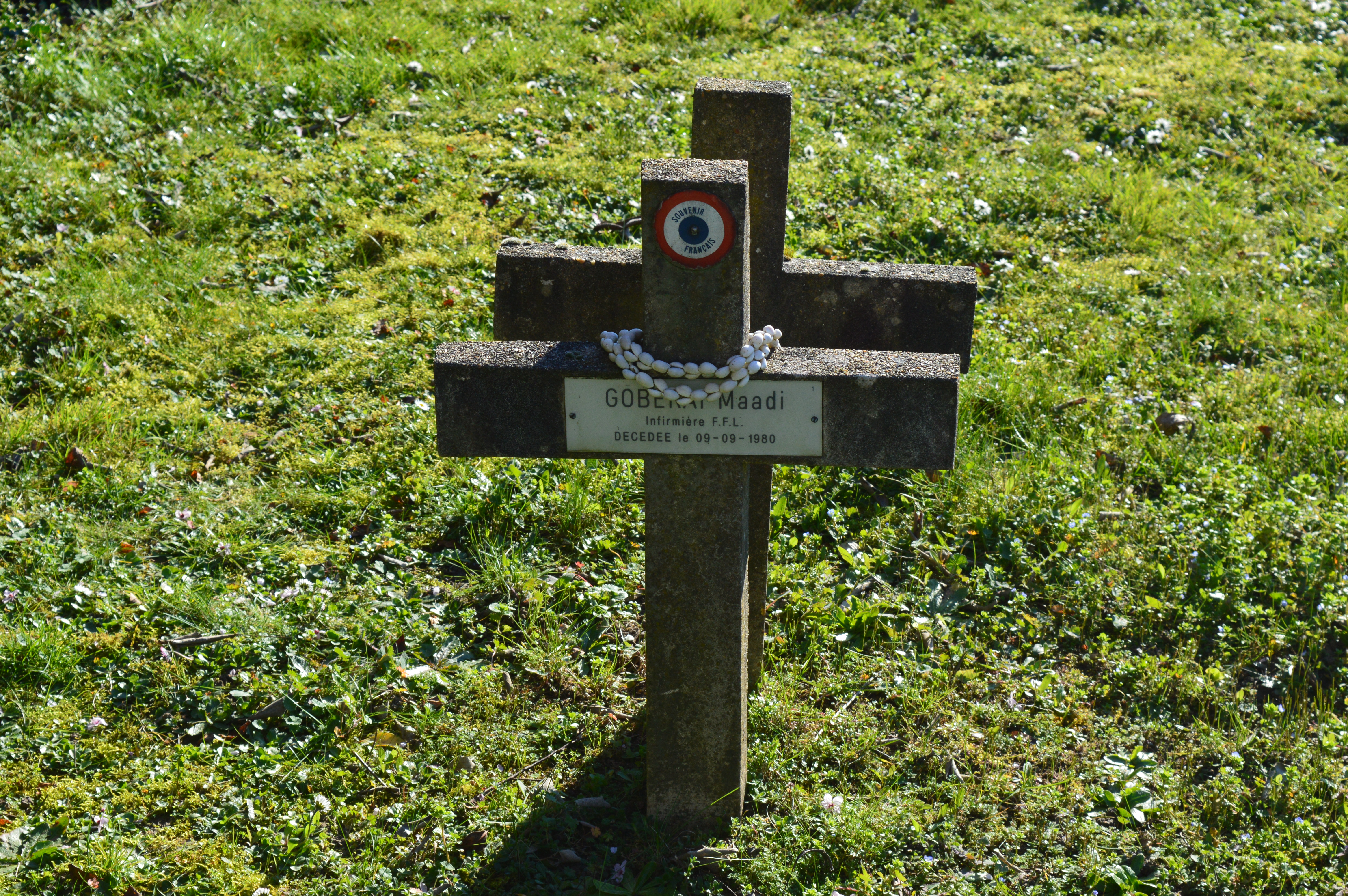
Sépulture au cimetière parisien de Bagneux (division 40)

## Décorations et distinctions
- Officier de la Légion d'honneur (1967 ; Chevalier en 1956)
- Médaille de la Résistance française
- Croix de guerre 1939–1945
- Médaille commémorative des services volontaires dans la France libre

Une rue de Papeete porte son nom, non loin du Haut Commissariat de la République. Le 6 mars 2020, l'OPT de Polynésie Française émet un timbre à son effigie.